# Parque Arqueológico Subaquático da Baía de Angra do Heroísmo

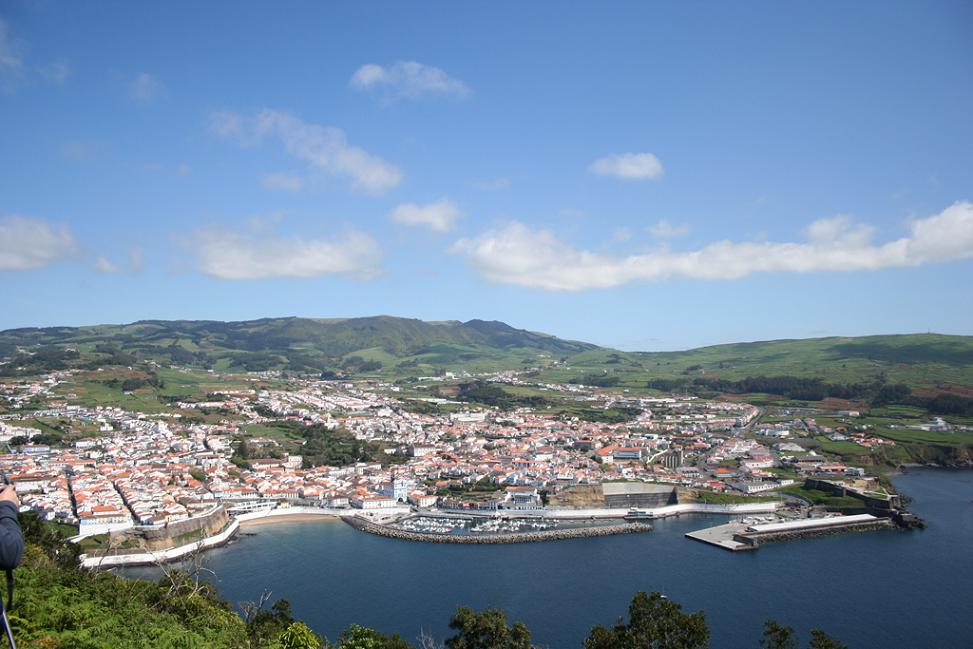
Cidade de Angra do Heroísmo e Baía de Angra do Heroísmo, Açores.

O Parque Arqueológico Subaquático da Baía de Angra do Heroísmo é um parque arqueológico subaquático localizado na baía de Angra do Heroísmo, na Ilha Terceira, nos Açores.
Trata-se de um parque formado por vários sítios arqueológicos alguns já estudados e outros ainda em estudo. O Projecto PIAS que teve inicio no ano 2006 e tem prevista a sua conclusão para 2009, procura contribuir para o estudo deste parque e por consequência da Baía de Angra do Heroísmo desde o século XV ao século XIX, através da investigação, monitorização e valorização dos diferentes sítios arqueológicos. 
Este parque é um verdadeiro museu subaquático, que se encontra aberto ao público desde 2006, e guarda testemunhos e vestígios que comprovam a importância estratégica da cidade de Angra ao longo dos séculos. 
Os dados históricos encontrados indicam que na baía de Angra terão ocorrido, desde 1552, mais de 90 naufrágios, estando ainda grande parte dos navios afundados por localizar. 
O património cultural subaquático actualmente registado encontra-se sob a tutela do Governo Regional dos Açores e está integrado no Parque Arqueológico da Baía de Angra, criado em 2005 pelo Decreto Regulamentar Regional n.º 20/2005/A de 12 de Outubro.